# Rosario (telenovela mexicana)
Rosario fue una telenovela mexicana producida por Valentín Pimstein que se transmitió por el Canal 4 de Telesistema Mexicano (hoy Televisa) en 1969. Protagonizada por María Rivas y Miguel Córcega y Lupita Lara como la villana.

## Trama
Rosario Rosell (María Rivas) es dueña de un teatro junto a su esposo Sergio San Román (Miguel Córcega). Ambos son los actores principales de la compañía más importante de la capital, y tiene dos hijos llamados Gabriel y Julia. Con ellos trabaja la mejor amiga de Rosario, María Eugenia Sánchez (Lupita Lara) una actriz envidiosa de los triunfos de su compañera de escena que desea destruir la carrera artística de Rosario, además es la madrina de los hijos de ambos. María Eugenia planea durante una escena de una obra donde Rosario debe disparar a su propio esposo, cambiar las balas de salva por balas verdaderas, por lo cual mata a su esposo con un disparo directo al corazón. Por este hecho Rosario es condenada a prisión y sus hijos caen en manos de su madrina cruel que es albacea de la fortuna de los niños. María Eugenia les obliga decirle mamá, pero Gabriel hijo de Rosario huye ante los maltratos continuos, dejando a su hermana Julia con esa malvada mujer.
Pasan los años Rosario sale de prisión, se entera de que María Eugenia padece de leucemia terminal con la cual va en busca de sus hijos que en su lecho de muerte le confiesa la verdad ella cree que ya no tiene motivos de vivir, se instala en un prostíbulo y se pone Olvido.
Su hijo Gabriel se hace sacerdote y su hija Julia se va a casar, Rosario cuando va a confesarse a la iglesia el sacerdote se entera de que es su madre, pero no puede decir nada por ser secreto de confesión su hija se casa y Rosario muere sin saber que sus hijos viven.

## Elenco
- María Rivas: Rosario Rosell/Olvido
- Miguel Córcega: Sergio San Román
- Bárbara Gil: Eloísa
- Lupita Lara: María Eugenia Sánchez
- José Alonso: Padre Gabriel San Román
- Susana Alexander: Julia San Román
- Fernando Mendoza: Ballesteros
- Carlos Monden: Federico
- Miguel Suárez

## Versiones
- Rosario está basada en la radionovela chilena Rosario original de Arturo Moya Grau difundida en 1950.
- En Chile se realizó una versión libre de esta radionovela en 1969 titulada El rosario de plata con Virginia Fischer y Leonardo Perucci.
- En México fue llevada al cine en 1971 con el mismo título Rosario protagonizada por Marga López y Aldo Monti.